# واشینگتن ویزاردز
واشینگتن ویزاردز (انگلیسی Washington Wizards) یکی از تیم‌های حاضر اتحادیه ملی بسکتبال آمریکا است و مقر آن در واشینگتن دی سی قرار دارد
این تیم در سال ۱۹۶۱ تأسیس شده و تاکنون بارها تغییر نام داده‌است. این تیم در ابتدا شیکاگو پکرز (۱۹۶۱–۱۹۶۲) و شیکاگو زفیرز (۱۹۶۲–۱۹۶۳)، بالتیمور بولتز (۱۹۶۳–۱۹۷۲)، کاپیتال بولتز (۱۹۷۳–۱۹۷۴)، واشینگتن بولتز (۱۹۷۴–۱۹۹۷) و هم‌اکنون واشینگتن ویزارد از سال ۱۹۹۷ تاکنون نامیده می‌شود.

## بازیکنان
- راسل وستبروک (گارد راس)
- ننی هیلاریو (فروارد قدرتی)
- مارچین گرتات (سنتر)
- بردلی بیل (شوتینگ گارد)
- کریس هامفریز
- اتو پورتر جونیور
- دوان بلیر
- کوین سارافین
- رومان سشنز
- درو گودن
- گری نیل

## نگارخانه

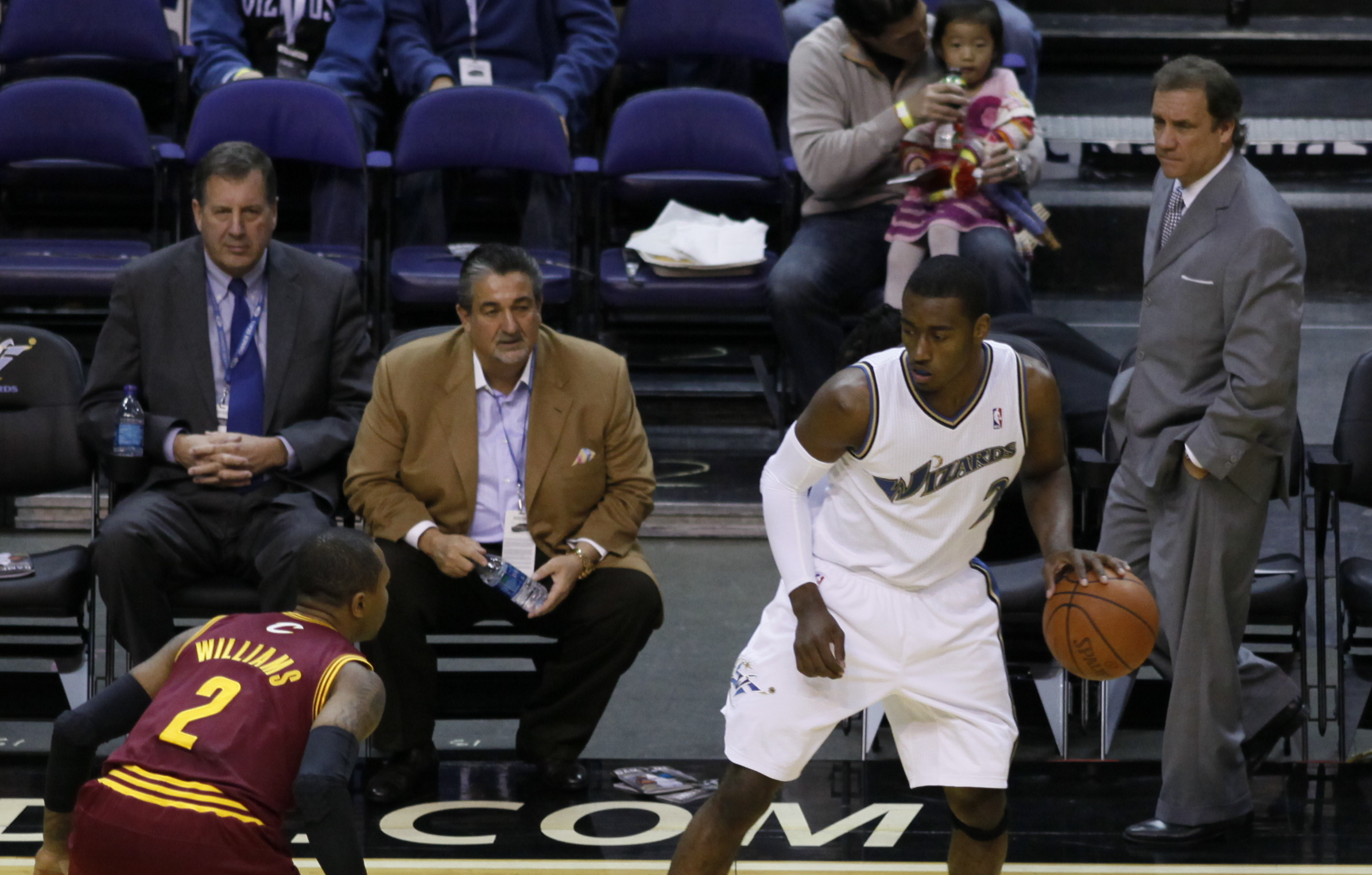
تد لیونسیس (مالک تیم، نشسته) در حال مشاهده جان وال
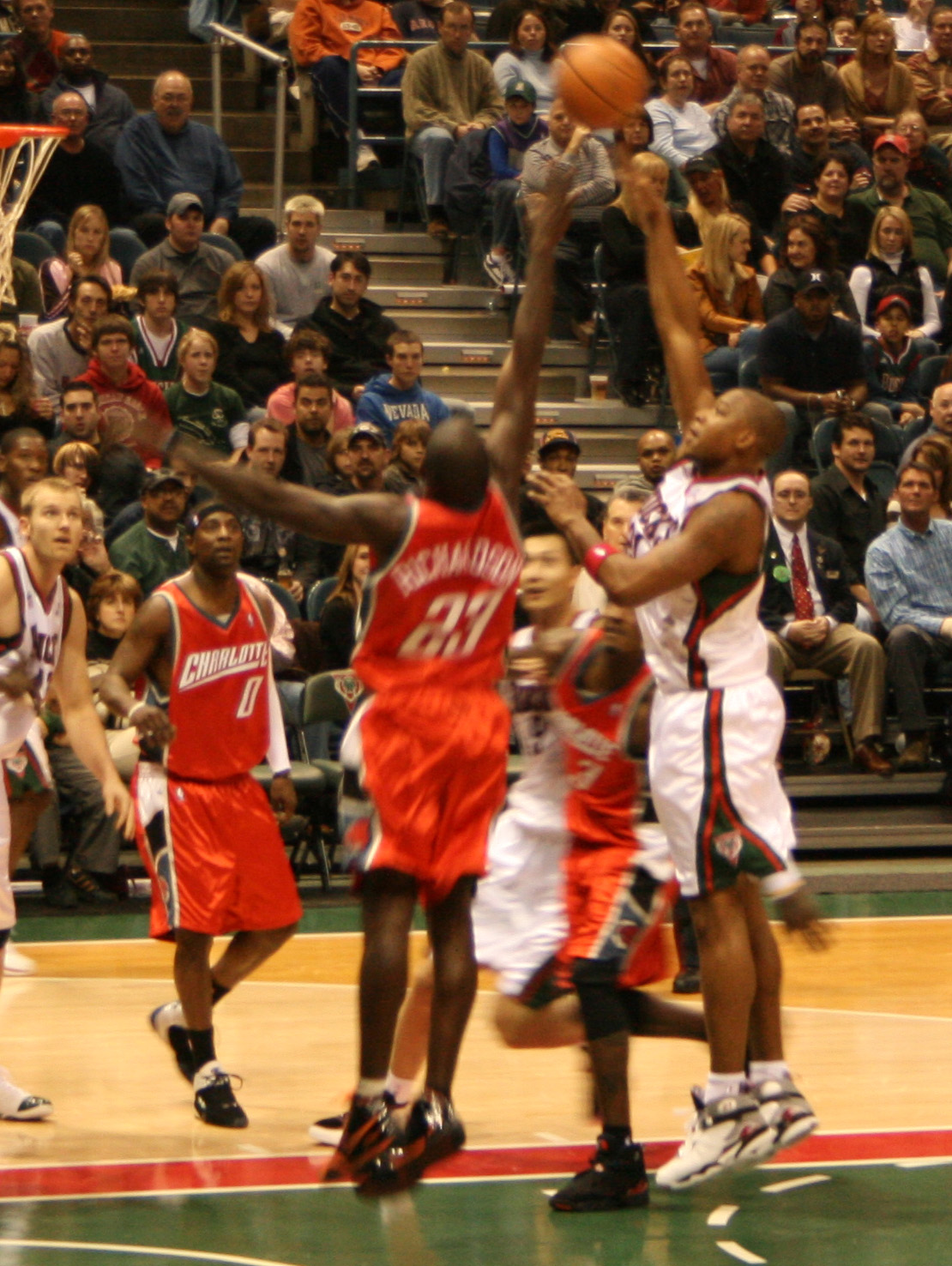
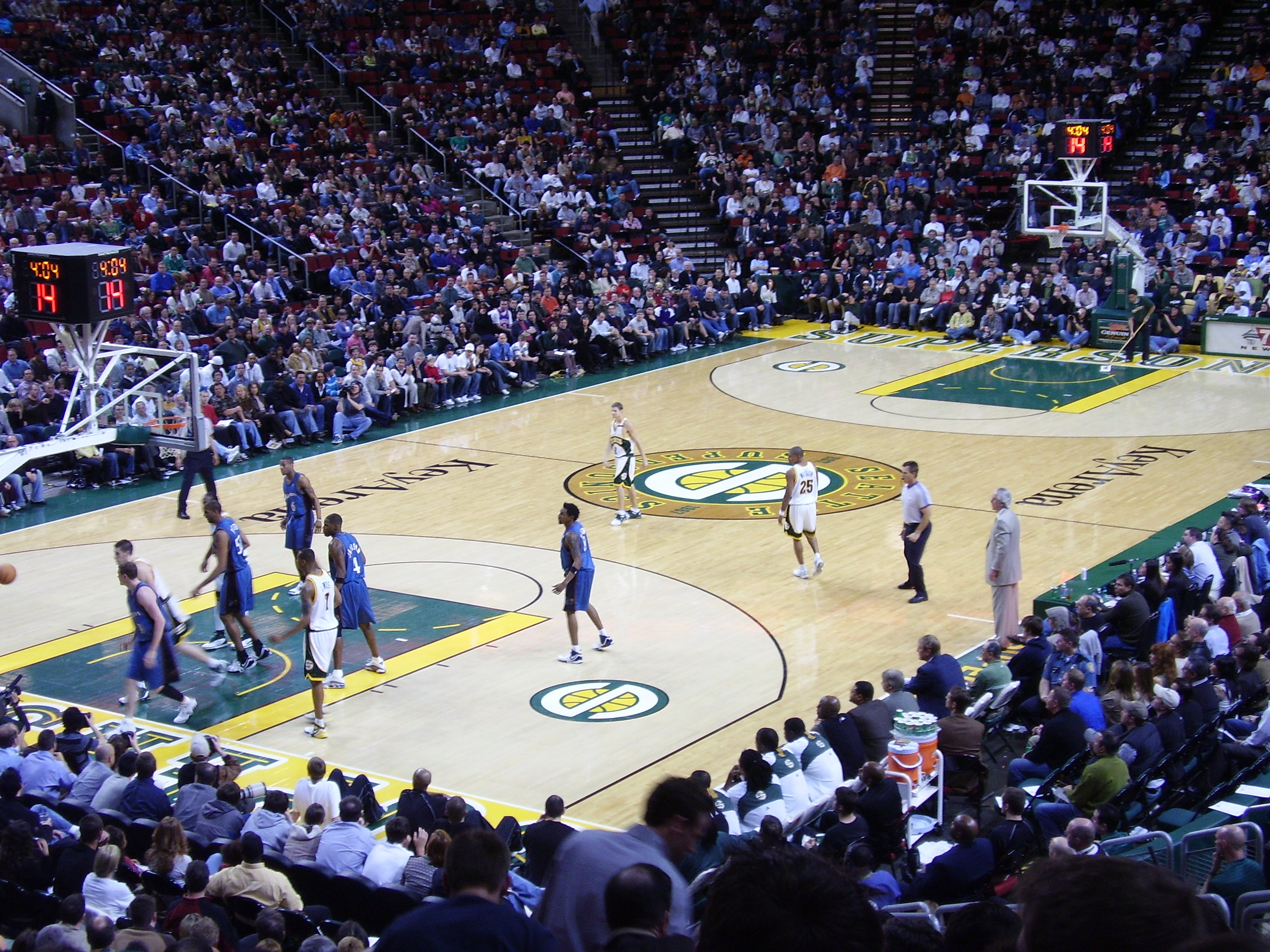
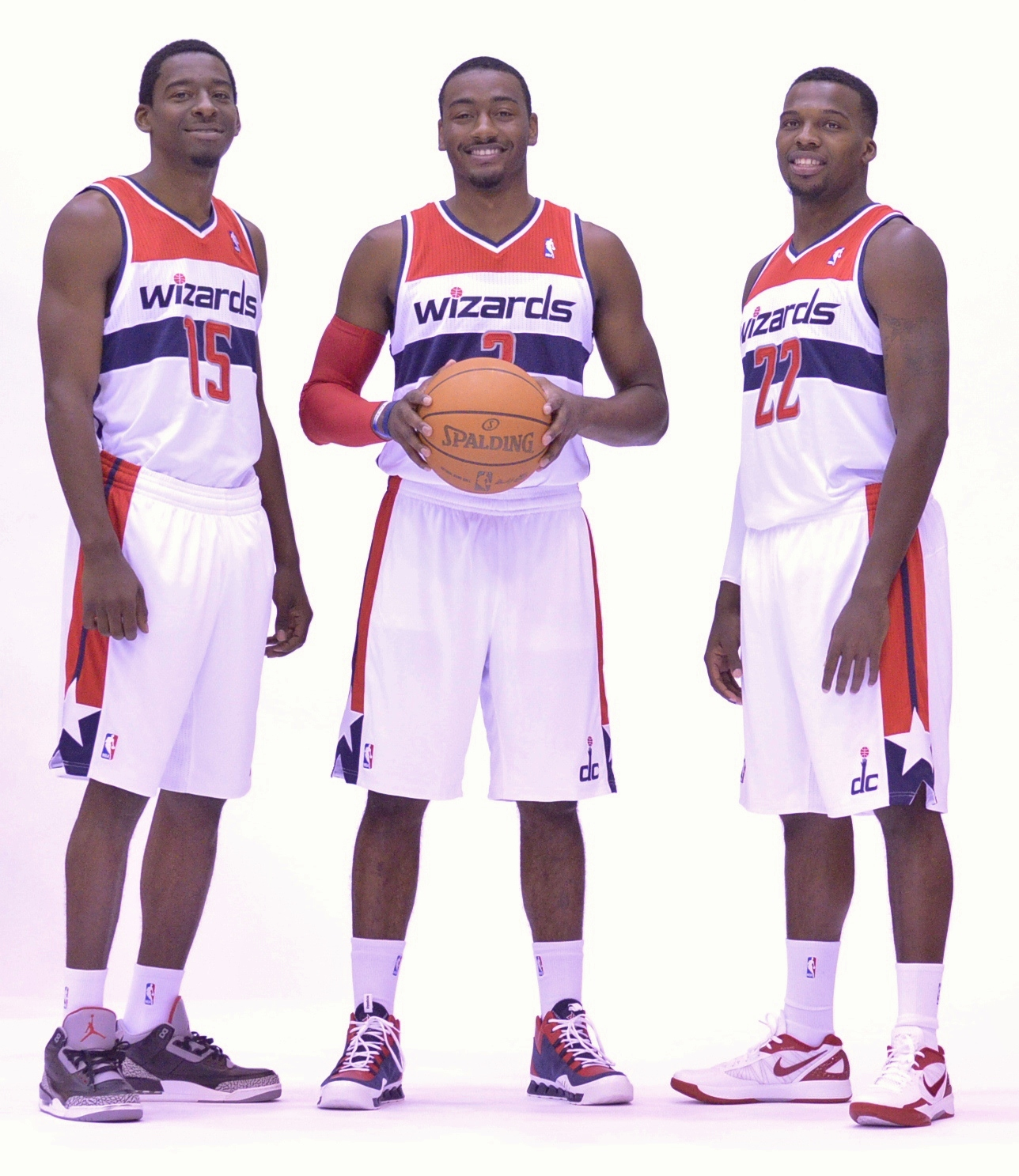

## وبگاه رسمی
- Washington Wizards